# Jazz en Algérie
Cette page recense les principaux musiciens, groupes et manifestations de jazz en Algérie.

## Principaux musiciens et groupes de jazz
- Fouzi Abed
- Ryadh Raf Aitouares (guitare : classique, Kabyle, rock, blues, flamenco)
- Anis Allal (guitare : rock, jazz, blues)
- Aminoss
- Mourad Mohamed Ammi (guitare)
- Mostéfa Aribi (piano classique et jazz)
- Youcef Bahi (saxophone, contrebasse, harmonica)
- Schamyl Bougherara (guitare)
- Aissa Belkadi (guitare)
- Amine Bob D (guitare : reggae, gnawi, blues, rock)
- Arezki Bouzid (saxophone)
- Mohamed Bendeddouche (batteur)
- Samir Bendimered (piano)
- Smail Benhouhou (piano)
- Nadir ASL (piano, guitare)
- Nazim Benkaci (batterie)
- Hamza Besbas (flûte, saxophone)
- Youcef Boukella
- Asma Dib (piano, flûte, aoud, derbouka, chekchakate)
- Aziz Djemmame
- Nadjib Gamoura (basse, contrebasse)
- Haffyd H
- Abdel Hakim Chikh Bled (piano, xylophone, qanûn)
- Adel Hamdi (oud, guitare manouche et jazz, bouzouki)
- Abdelhakim Hamaz (saxophoniste et compositeur)
- Fouzi Hmaidi
- Mounir Yemmi (Mandole, derbouka)
- Kheireddine M'Kachiche
- Raja' Kateb (Guitare, Chant, Soul, Jazz, Blues)
- Akrem khalef (basse,contrebasse)
- Younes Kati (batterie, percussions)
- Kheireddine Kati (guitare, mondole, bonjo)
- Akim Korchi (flute de pan)
- Mehdi Kraba (guitare : classique, variété, transcription)
- Nazim Kri (guitare électrique)
- Farid Ladjadj
- Djamel Laroussi (guitare)
- Djamel M'rah (guitare, harmonica, flûte, piano).
- Madar
- Yacine Malek
- Mohamed Mazouni
- Kikim Mechaar (batterie)
- Ali Medouni (guitare : classique, rock, blues)
- Mehdi Mehennaoui (guitare : jazz fusion, rock, blues)
- Essi Moh (guitare, voix)
- Farid Mssili (guitare)
- Issam Saddar ( Une Personne Undergorund )
- Menia Nacer (batterie)
- Mohamed Rouane
- Fayçal Salhi
- Sinoudj
- Amar Sundy
- Azzedine Tebibel (piano)
- Amar Zahi (contrebasse)
- Karim Ziad (batterie)
- Yacine Bendaoudi (Guitare Rythmique & solo)

## Festivals de jazz en Algérie
- Premier festival de Jazz Salle Bordes en Avril 1961 regroupant tous les orchestres de jazz d'Algérie et en 2e partie le Big Band de Christian GUERIN, organisateur de c e Festival
- DimaJazz (Constantine)
- Alger Jazz Meeting

## Écoles et instituts de jazz
- Atelier de jazz de Azzedine Tebibel au Centre culturel français d'Alger.